# Боависта (футбольный клуб, Сакуарема)
«Боави́ста» (порт.-браз. Boavista Sport Club) — бразильский футбольный клуб, представляющий город Сакуарема из штата Рио-де-Жанейро.

## История
Клуб основан 14 октября 1961 года, под именем «Спортивный клуб „Барейра“», своё нынешнее название носит с 10 марта 2004 года. Домашние матчи проводит на арене «Элсир Резенди ди Мендонса», вмещающей 7 000 зрителей. В 2010 году клуб получил мировую известность в связи с подписанием контракта со знаменитым итальянским футболистом Кристианом Вьери. В 2011 году клуб дебютировал в Серии D чемпионата Бразилии. Главным достижением «Боависты» является победа в Кубке Рио в 2017 году.
В 2021 году клуб выступал в Серии D Бразилии.

## Достижения
- Финалист Кубка Гуанабара (1): 2011
- Победитель Кубка Рио (1): 2017
- Победитель Трофея Рио (1): 2014
- Чемпион второго дивизиона Лиги Кариока (1): 2006
- Чемпион третьего дивизиона Лиги Кариока (1): 1991